# Masako Owada
Titres
Impératrice consort du Japon
Depuis le 1er mai 2019
(6 ans, 3 mois et 3 jours)
Princesse héritière consort du Japon
9 juin 1993 – 30 avril 2019
(25 ans, 10 mois et 21 jours)
Signature
Masako (皇后雅子, Kōgō Masako), née Masako Owada (小和田 雅子, Owada Masako) le 9 décembre 1963 dans l'arrondissement de Minato à Tokyo, est l'impératrice consort du Japon, en tant qu'épouse de l'empereur Naruhito, régnant à partir du 1er mai 2019 et intronisée le 22 octobre 2019. Elle a succédé à sa belle-mère, l'impératrice Michiko, consort du précédent empereur Akihito ayant abdiqué le 30 avril 2019. Diplomate de carrière, elle est entrée dans la maison impériale du Japon le 9 juin 1993 par son mariage avec Naruhito, alors Prince héritier du Japon. Elle est la cinquième épouse d'un membre de la famille impériale du Japon, et la deuxième impératrice, à ne pas être issue de l'ancienne aristocratie. Elle a eu avec son époux une fille unique, la princesse Aiko de Toshi.

## Origines et carrière

### Origines familiales et éducation
Masako Owada est la fille aînée de Yumiko Egashira (née en 1938) et du diplomate et spécialiste de droit international Hisashi Owada, qui fut successivement ambassadeur du Japon auprès de l'OCDE à Paris de 1988 à 1989 puis auprès de l'ONU de 1994 à 1998, et finalement, de 2003 à 2018, membre de la Cour internationale de justice (CIJ) à La Haye aux Pays-Bas (il l'a présidée de 2009 à 2012). Masako a deux sœurs cadettes, jumelles, prénommées Setsuko et Reiko, nées en 1966 à Genève.
Elle a grandi au gré des affectations de son père. Elle s'installe ainsi avec sa famille, lorsqu'elle est âgée de 2 ans, à Moscou où elle est scolarisée durant toute son école maternelle. De retour au Japon, elle suit sa scolarité primaire et une partie de la secondaire (jusqu'à sa seconde année de lycée) au sein de l'établissement privé pour filles de la Denenchofu Futaba Gakuen dans l'arrondissement de Setagaya dans l'Ouest de Tokyo. En 1978, son père est à nouveau nommé à l'étranger, en tant que professeur invité à l'Université Harvard et vice-ambassadeur auprès des Nations unies, et c'est donc aux États-Unis que Masako finit sa scolarité : elle est diplômée du Belmont High School (en), un lycée public de la banlieue aisée au nord de Boston dans le Massachusetts, où elle est présidente de la National Honor Society.
Du fait de la profession de son père et de son éducation dans différents pays, Masako parle couramment l'anglais et le français qu'elle apprend en 1983 au centre universitaire d'études françaises de l’université Stendhal Grenoble-III. Elle est également à l'aise en russe, allemand et espagnol, et s'oriente ainsi à son tour vers une carrière de diplomate.

### Études et carrière de diplomate
La future princesse puis impératrice Masako obtient en 1985 un Bachelor of Arts (B.A.) magna cum laude (l'équivalent d'une mention bien) en économie de l'Université Harvard, avec un mémoire en économétrie portant sur les effets des variations du prix du pétrole sur les cycles économiques du Japon, puis étudie également un temps, sans obtenir de diplôme, à l'université de Tokyo jusqu'en 1987 puis les relations internationales au Balliol College de l'université d'Oxford au Royaume-Uni de 1988 à 1990.
Elle intègre le ministère des Affaires étrangères en 1987, devient, entre 1987 et 1989, l'une des « plumes » en matière de politique étrangère du Premier ministre Noboru Takeshita, puis seconde notamment son père, alors directeur général et vice-ministre des affaires étrangères, tout en étant affecté à la division nord-américaine du ministère de 1991 à 1993. À ce poste, elle rencontre plusieurs leaders de la scène internationale de l'époque, dont le président américain Bill Clinton ou encore le président russe Boris Eltsine et sert d'interprète lors des négociations avec les États-Unis portant sur la supraconductivité. Toutefois, son mariage le 9 juin 1993 avec le prince héritier du Japon va mettre fin à ce qui semblait devoir devenir une brillante carrière dans la diplomatie japonaise.

## Princesse héritière du Japon

### La rencontre avec son futur époux et le mariage

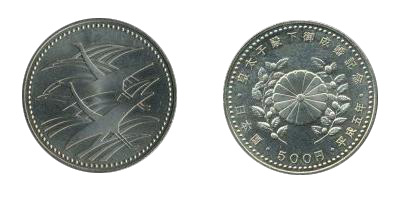
Pièce commémorative de 500 yens pour le mariage princier de Naruhito et Masako en 1993.

Masako et Naruhito se seraient rencontrés pour la première fois en novembre 1986 lors d'une réception organisée à la résidence du prince héritier Akihito, le père du jeune homme et futur empereur du Japon, afin de trouver une épouse au prince (déjà âgé de 26 ans). Si Naruhito semble avoir très tôt choisi Masako, celle-ci aurait refusé pendant plusieurs années ses demandes en mariage par crainte de la vie stricte de la cour impériale et par sa volonté d'avoir une vie professionnelle. De son côté, la très conservatrice Agence impériale, qui gère les affaires de la famille régnante, aurait vu d'un mauvais œil cette union, jugeant la promise trop « américaine » et « indépendante ». De plus, le fait que son grand-père, Yutaka Egashira, ait été le dirigeant de la compagnie chimique Chisso restée tristement célèbre pour son implication dans le scandale de pollution au mercure à l'origine de l'épidémie de la maladie de Minamata dans les années 1950 et 1960 semble également avoir posé un problème. Quoi qu'il en soit, après avoir été vus plusieurs fois ensemble dans la presse en 1987, Masako et Naruhito semblent interrompre leur relation par la suite, tout du moins publiquement et officiellement. Ainsi, lorsque finalement les médias annoncent leurs fiançailles, l'opinion publique est surprise.
Finalement, Masako accepte la demande en mariage du prince en décembre 1992. Comme le veut la tradition au sein de la famille impériale, l'union se fait en trois étapes : il obtient l'agrément du Conseil de la maison impériale (présidé par le Premier ministre, il comporte notamment des représentants des trois pouvoirs démocratiques, à savoir l'exécutif, le législatif et le judiciaire, des membres de l'Agence impériale et de la famille souveraine) le 19 janvier 1993, puis a lieu la cérémonie traditionnelle des fiançailles (Nosai No Gi) le 12 avril 1993 et celle enfin du mariage le 9 juin suivant. Elle est alors la seconde princesse héritière, et future impératrice, à n'être pas issue de l'aristocratie, après sa belle-mère l'impératrice Michiko.
Comme tous les membres de la famille impériale, une plante est choisie pour devenir son emblème personnel (お印, o-shirushi) : il s'agit du rosier du Japon.

### Maternité, pressions et problème de succession

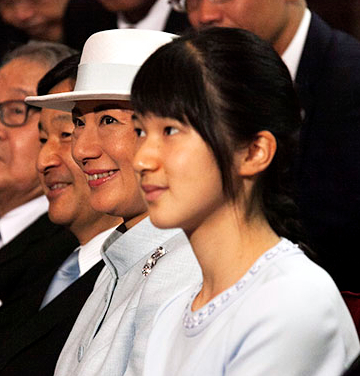
De gauche à droite : le prince héritier Naruhito, son épouse Masako, alors princesse héritière consort, et leur fille la princesse impériale Aiko de Toshi, en 2016.

En tant qu'épouse de l'héritier du trône, la princesse Masako subit des pressions constantes de la part de l'Agence impériale pour qu'elle enfante d'un héritier. Ce n'est qu'après huit ans de mariage, et à la suite d'une fausse couche en 1999, qu'elle donne naissance à son premier et unique enfant, une fille : Son Altesse impériale la princesse impériale Aiko de Toshi, née le 1er décembre 2001.
Or, la loi de la maison impériale de 1947 exclut les femmes de la succession au trône (et alors que le Japon a déjà connu des impératrices régnantes, mais toujours dans des situations transitoires ou de régences dues à la minorité de l'héritier masculin). La pression de l'Agence impériale sur la princesse impériale ne se relâche pas, le grand intendant de l'Agence déclarant notamment : « J'espère fortement qu'il y aura un autre enfant », et cela même si le gouvernement du réformateur Jun'ichirō Koizumi lance à partir de 2005 des réflexions afin d'amender la loi de 1947 et de permettre l'accession au trône des femmes.

### Santé et obligations officielles

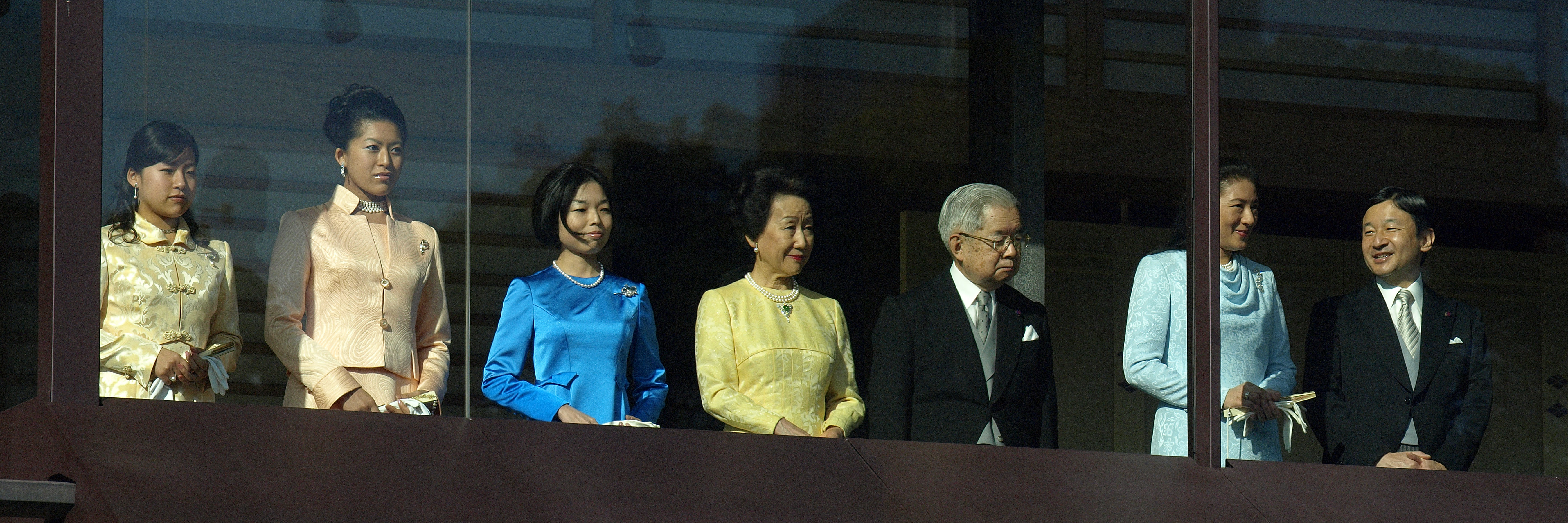
Apparition publique de la princesse héritière Masako aux côtés de son mari et d'autres membres de la famille impériale au balcon du Kōkyo, pour le nouvel an 2011.

Quoi qu'il en soit, la tension au sein de l'Agence et de la famille impériale concernant cette crise de succession s'ajoutant à sa frustration de n'avoir pas pu continuer sa carrière de diplomate entraîne la princesse dans une grave dépression nerveuse, qui la pousse à ne plus remplir de rôle officiel au côté de son époux et à être totalement absente de la scène publique pendant plus d'un an et demi entre décembre 2003 et juillet 2005. L'état de santé de la princesse pousse même son époux à s'en prendre directement à l'Agence impériale lorsque celle-ci, en mai 2004, refuse, en raison justement de sa fragilité, qu'elle l'accompagne dans un voyage officiel aux Pays-Bas : « La princesse Masako, après avoir abandonné son travail de diplomate pour entrer dans la maison impériale, a été grandement affectée d'apprendre qu'elle n'était pas autorisée à voyager à l'étranger pour un long moment [...] Il y a eu des évènements qui ont été à l'encontre de la carrière et de la personnalité de la princesse Masako ». Cette déclaration vaudra d'ailleurs à Naruhito d'être critiqué par son père et son frère.

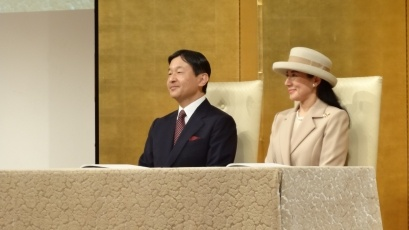
Le couple des princes héritiers Naruhito et Masako en 2016.

La pression sur la princesse se relâche quelque peu lorsque sa belle-sœur, l'épouse du prince Akishino, accouche d'un fils, le prince Hisahito d'Akishino, mettant provisoirement un terme à la crise de succession impériale, le 6 septembre 2006. Si à partir du courant de l'année 2005 la princesse Masako recommence à faire des apparitions publiques sporadiques, elle ne recommence à remplir des obligations officielles qu'à partir de la visite du prince de Galles Charles et de la duchesse de Cornouailles Camilla au Japon en octobre 2008. Elle réapparaît alors, aux côtés de son époux, lors des événements officiels au Japon. En tant que princesse héritière, et alors qu'elle a accompagné le prince héritier Naruhito dans pratiquement tous ses déplacements à l'étranger jusqu'en 2002, elle n'a par la suite pu le suivre dans un tel voyage qu'à deux reprises aux Pays-Bas, où son père travaille et à l'invitation de la famille royale néerlandaise au sein de laquelle le couple princier a tissé des liens d'amitié : en 2006 pour des vacances familiales de deux semaines en étant invités par la reine Beatrix, et en 2013, cette fois-ci pour des obligations officielles, pour l'intronisation du nouveau roi des Pays-Bas Willem-Alexander.
Ses ennuis de santé ne l'ont pas empêchée de garder une certaine popularité au sein de la population japonaise qui la considère comme une victime d'une Agence impériale trop conservatrice. Pourtant, elle a souvent été la cible de certains titres de la presse populaire japonaise, qui lui ont reproché les difficultés du couple à avoir un fils. Puis, au cours de l'année 2008, avant la reprise de ses obligations officielles, certains médias l'accusent de négliger celles-ci afin de s'aménager de nombreuses sorties entre amis ou en famille. Cette même année, ils relaient les plaintes de mères d'élèves de l'école de sa fille pour son manque de participation à des rencontres entre parents d'élèves ou à des sorties scolaires, la seule à laquelle la princesse héritière ait participé lorsque sa fille était à l'école maternelle n'ayant pas réellement permis que celle-ci tisse des liens avec les autres parents. Sa seule fonction caritative est la vice-présidence honorifique, détenue par toutes les princesses impériales et certains membres masculins de la famille impériale dont son époux, de la Croix-Rouge japonaise. À partir de son retour public, son image médiatique au Japon change, la princesse héritière étant désormais présentée comme remplissant les critères de la « bonne épouse, sage mère », conçu comme l'idéal de féminité dans le discours traditionaliste japonais.

## Impératrice consort du Japon

### Abdication de l'empereur Akihito
Le 19 mai 2017, le gouvernement conservateur japonais approuve un projet de loi spéciale autorisant son beau-père, l'empereur Akihito, à renoncer au trône pour la fin de l'année 2018. Cette loi ne s'applique néanmoins qu'à lui seul et ne bénéficie pas à ses successeurs. Le Parlement vote définitivement la loi le 9 juin 2017, pour une abdication et une succession dans les trois ans à venir. Le 1er décembre 2017, le gouvernement annonce que l'empereur abdiquera le 30 avril 2019, pour une prise de fonction le lendemain de son fils aîné et successeur, Naruhito. Le Japon doit alors entrer dans l'ère Reiwa, et la princesse Masako devenir la nouvelle impératrice consort.
Lors de son message d'anniversaire, le 9 décembre 2017, elle déclare envisager ses futures obligations impériales avec une « crainte respectueuse », tout en promettant que : « En suivant l’empereur et l’impératrice comme mes guides, je vais intensifier mes efforts pour être en mesure de remplir mes devoirs et d'apporter tout mon soutien » à son époux.

### Accession au trône de son époux et couronnement

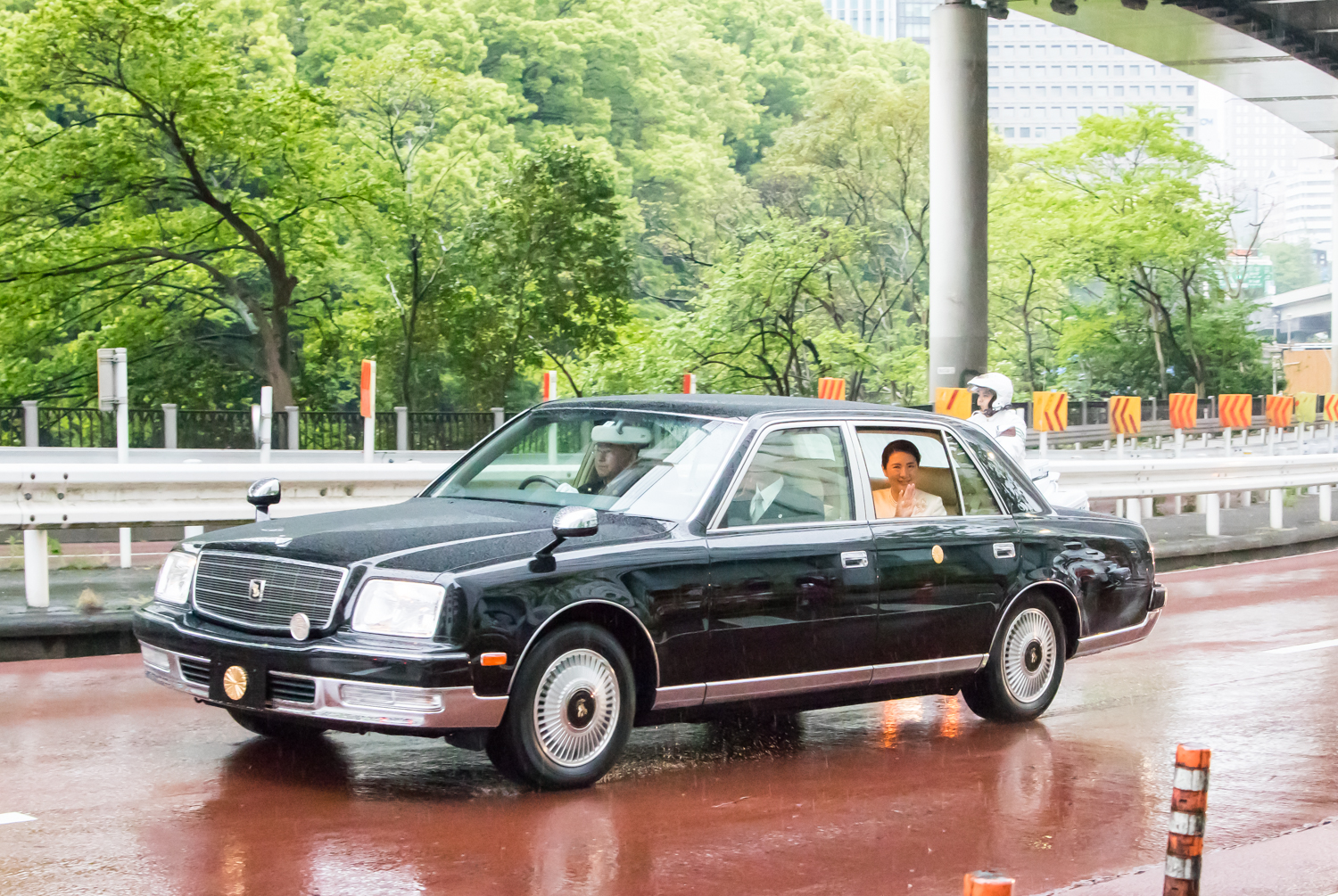
La nouvelle impératrice Masako salue la foule depuis la voiture conduisant le couple impérial au palais pour les cérémonies d'intronisation, le 1 mai 2019.

Le 1er mai 2019, le lendemain de l'abdication de son père, l'empereur Naruhito entre officiellement en fonction au cours de deux courtes cérémonies marquant le début du protocole de l'accession au Trône dans la « salle des Pins » ou « salle du Trône » du « hall d'État » du Palais impérial. Si, comme le veut la tradition, la nouvelle impératrice Masako n'assiste pas à la première, la cérémonie shintō du kenji-tō-shōkei no gi,,, elle est présente aux côtés de son mari pour la seconde, plus laïque et plus ouverte, le sokui-go-chōken no gi ou discours inaugural du nouveau « symbole de l'État et de l'unité du peuple japonais ». Le couple impérial clôt cette journée d'investiture par une rencontre avec les fonctionnaires de l'Agence impériale et par une visite à l'empereur et impératrice émérites, Akihito et Michiko, dans leur nouvelle résidence temporaire de Takanawa,. Ils font leur première apparition publique le 4 mai suivant, se montrant six fois dans la journée au balcon du Palais impérial pour saluer la foule.

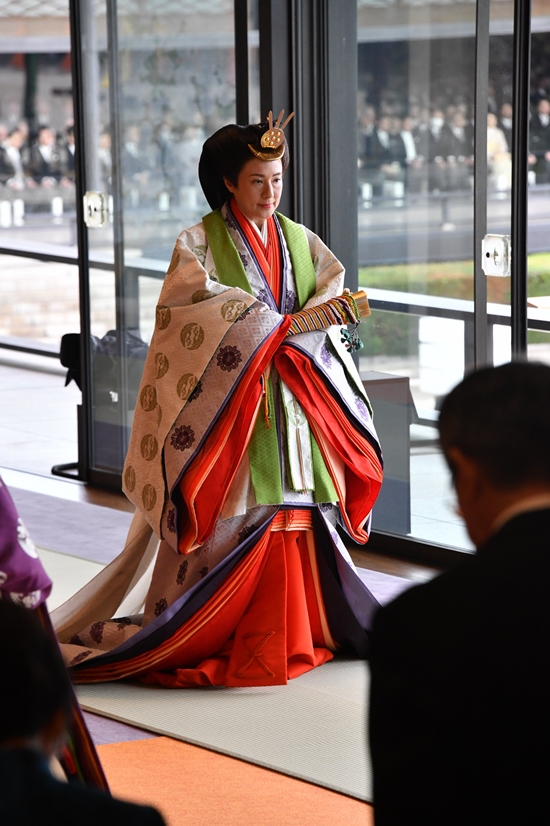
L'impératrice Masako portant le jūnihitoe, lors de la cérémonie d'intronisation en octobre 2019.

Leur avènement est rituellement proclamé lors de la cérémonie d'intronisation au hall d'État, le 22 octobre 2019.

### Engagements officiels

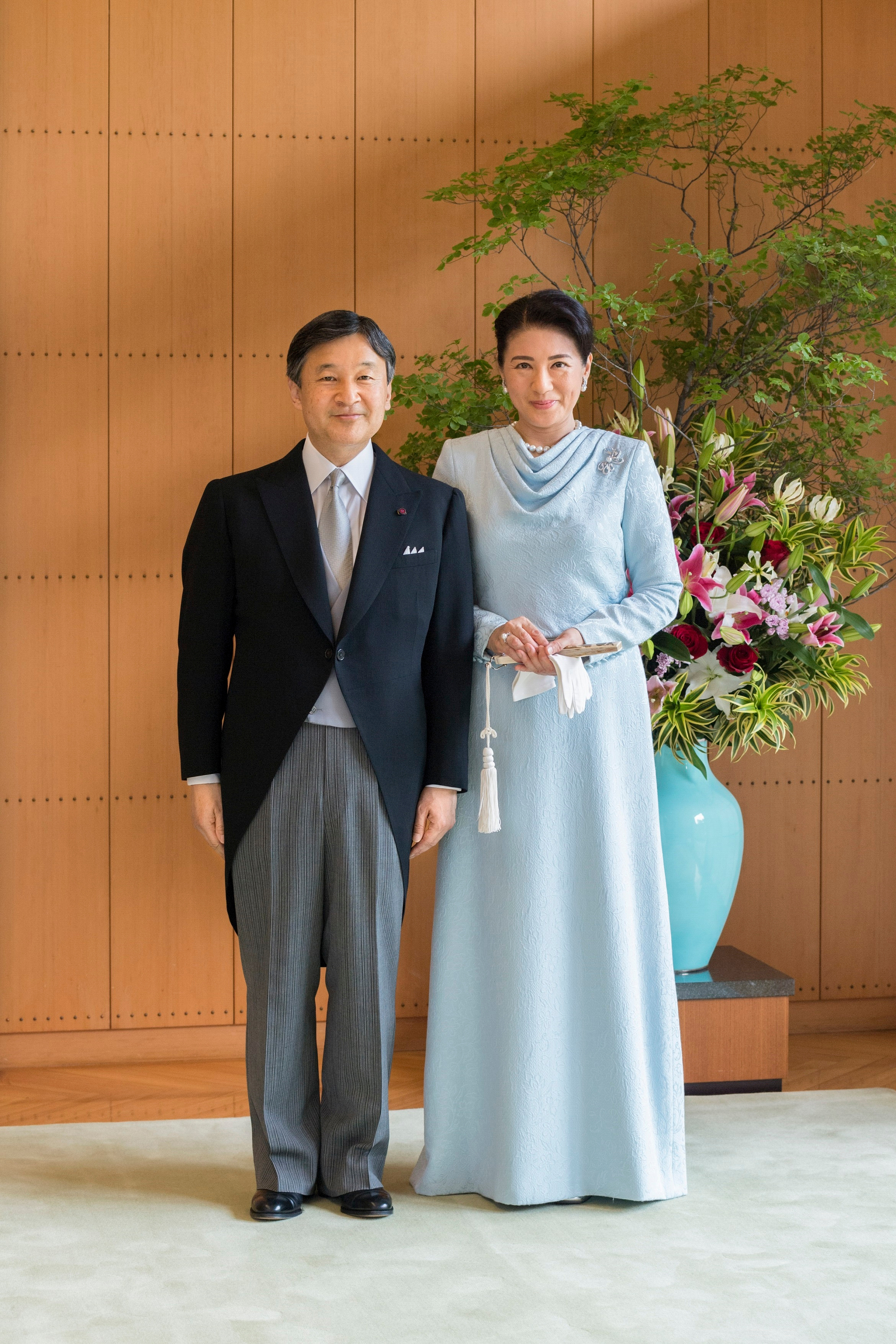
Le couple impérial japonais en 2019.

Outre la présence aux côtés de son mari pour les cérémonies publiques, pour la réception des hôtes d'État ou pour ses déplacements, tant au Japon qu'à l'étranger, l'impératrice Masako reste vice-présidente d'honneur de la Croix-Rouge japonaise (la présidence d'honneur restant à l'impératrice émérite Michiko, qui l'avait elle-même héritée au décès de sa propre belle-mère, l'impératrice douairière Kōjun). En tant qu'impératrice, elle est tout particulièrement responsable de la Momijiyama Imperial Cocoonery, une ferme séricicole située dans le parc du palais impérial. Elle participe ainsi à la cérémonie annuelle de récolte de la soie, nourrit personnellement les vers à soie avec des feuilles de mûriers et est chargée de s'occuper de ces animaux, des bâtiments et du personnel de la ferme, selon une tradition initiée par l'impératrice Shōken en 1871, la soie récoltée servant à fabriquer des étoffes pour les cérémonies du palais, pour être offerte aux hôtes d'État ou à être donnée par l'impératrice pour la restauration de trésors nationaux. L'impératrice Masako a été formée à cette tâche avant son avènement, en 2018, par sa belle-mère l'impératrice Michiko.

## Hommage

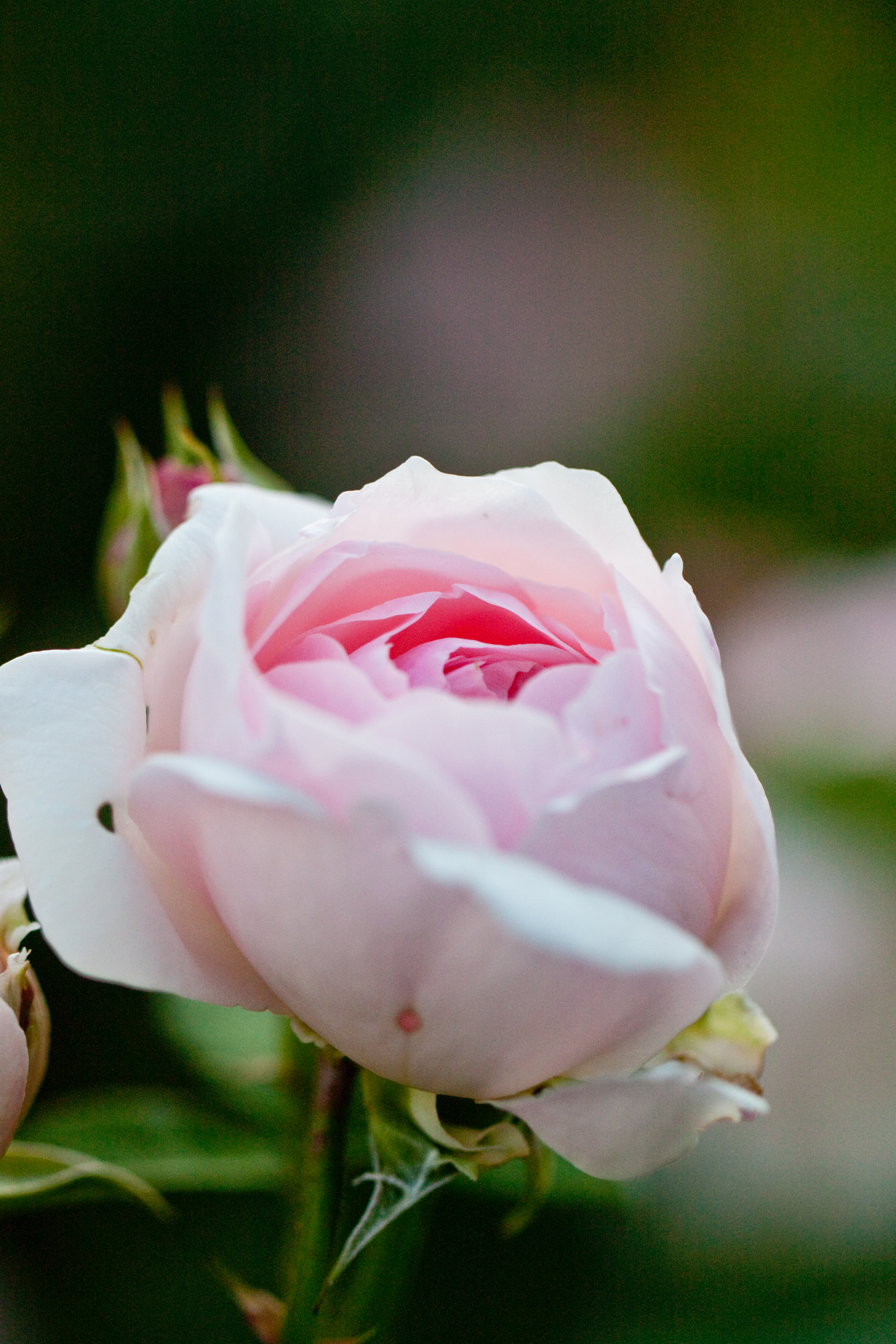
Rose 'Masako'

Une rose lui a été dédiée par David Austin en 1991, la rose 'Masako'.

## Décorations

### Décorations japonaises
- Grand cordon de l'ordre de la Couronne précieuse.

### Décorations étrangères
- Grande étoile de l'ordre du Mérite (Autriche).
- Grand cordon de l'ordre de Léopold (Belgique).
- Grand-croix de l’ordre d'Isabelle la Catholique (Espagne).
- Grand-croix de l'ordre du Sauveur (Grèce).
- Grand-croix de l'ordre du Lion d'or de la maison de Nassau (Luxembourg).
- Grand-croix de l'ordre du Mérite hongrois.
- Chevalier grand commandeur de l'ordre du Défenseur du Royaume (Malaisie).
- Grand-croix de l'ordre de Saint-Olaf (Norvège).
- Médaille du roi Guillaume-Alexandre (Pays-Bas).
- Grand-croix de l'ordre de l'Infant Dom Henri (Portugal).
- Grand-croix de l'ordre de la reine Sālote Tupou III (en) (Tonga).
- Médaille du couronnement du roi George Tupou V (Tonga).